# Ithomia ethilla
Ithomia ethilla är en fjärilsart som beskrevs av Heinrich Neustetter 1929. Ithomia ethilla ingår i släktet Ithomia och familjen praktfjärilar. Inga underarter finns listade i Catalogue of Life.